# Светлозар Рачев
Светлозар Тодоров Рачев е професор в Техническият университет на Тексас, който работи в областта на математическите финанси, теорията на вероятностите и статистиката. Той е известен с работата си във вероятностни метрики, ценообразуване на деривати, моделиране на финансов риск и иконометрия . В практиката по управление на риска той е създателят на методологията зад водещия продукт на FinAnalytica.

## Живот и кариера
Рачев получава магистърска степен от Математическия факултет на Софийския университет през 1974 г., докторска степен от Московския държавен университет „Ломоносов“ под ръководството на Владимир Золотарев през 1979 г. и докторска степен от Математическия институт „Стеклов“ през 1986 г. под ръководството на Леонид Канторович, носител на Нобелова награда за икономика.  В момента той е професор по финансова математика в Тексаския технически университет . 
В областта на математическите финанси Рачев е известен с работата си по прилагането на негаусови модели за оценка на риска и ценообразуването на опции.  Той е известен и с въвеждането на ново съотношение риск-възвращаемост, „съотношението на Рачев“, предназначено да измерва потенциала за възнаграждение в не-Гаусова среда.   
Негови книги за вероятностни показатели и проблеми с масовия транспорт са широко цитирани. 

## FinAnalytica
Академичната работа на Рачев в математическите финанси е вдъхновена от трудностите на обичайните класически гаусови модели да уловят емпиричните свойства на финансовите данни.   Рачев и дъщеря му, Боряна Рачева-Йотова, създават Bravo Group през 1999 г., компания с цел да разработи софтуер, базиран на изследвания на Рачев. По-късно компанията е придобита от FinAnalytica.

## Награди и отличия
- Сътрудник на Института по математическа статистика [8]
- Награда за научни изследвания Хумболт за чуждестранни учени (1995) [9]
- Почетен доктор на науките в Държавния технологичен институт в Санкт Петербург (1992) [10]
- Чуждестранен член на Руската академия на естествените науки [11]

1. ↑  Meet the team //  www.finanalytica.com.   FinAnalytica. Посетен на 15 August 2015.
2. ↑  Department of Mathematics & Statistics //   Посетен на 31 December 2017.
3. 1 2  Baird, Jane. Assessing the risk of a cataclysm //   Reuters, 2009-05-25. Посетен на May 25, 2009.
4. 1 2  Fehr, Benedikt. Beyond the Normal Distribution //   Frankfurter Allgemeine Zeitung.  Архивиран от оригинала на 2006-09-01. Посетен на 16 March 2006.
5. ↑  Cheridito, P. и др. Reward-Risk Ratios //  Journal of Investment Strategies 3 (1).   2013. DOI:10.21314/JOIS.2013.022. с. 3–18.
6. ↑  Farinelli, S. и др. Beyond Sharpe ratio: Optimal asset allocation using different performance ratios //  Journal of Banking and Finance 32 (10).   2008. DOI:10.1016/j.jbankfin.2007.12.026. с. 2057–2063.
7. ↑  Villani, Cedric. Optimal Transport: Old and New.   Springer, 2009. ISBN 978-3-540-71050-9. с. 9, 236,41–43,80,93,161–163,409.
8. ↑  Honored IMS Fellows //   Institute of Mathematical Statistics.  Архивиран от оригинала на 2014-03-02. Посетен на 13 August 2015.
9. ↑  Foundation, Humboldt. Humboldt Awards Announced //  Notices of the AMS.   American Mathematical Society, May 1995. Посетен на 13 August 2015.
10. ↑  Honorary Doctors and Distinguished Alumni //   St. Petersburg Technical University.  Архивиран от оригинала на 2015-08-04. Посетен на 13 August 2015.
11. ↑  Stable Paretian Models in Finance: Author Information //  www.wiley.com.   Wiley. Посетен на 15 August 2015.